# Eric Donell
Eric Donell, egentligen Erik Olof Åkerblom, född 8 februari 1967 i Uppsala, är en svensk föreläsare, moderator, sångare, skådespelare, regissör, manusförfattare och producent.
Donell medverkade i cirka 650 avsnitt av svenska såpoperan Vänner och fiender. Han har skrivit manus, klippt, producerat, regisserat och medverkat i två långfilmer i vilka han samarbetar med Martin Söder.
Utanför din dörr från 2002 vann tyska Cinestar Film Prize för bästa ungdomsfilm 2003.
Donell fick vid 28 års ålder diagnosen Tourettes syndrom , en funktionsnedsättning han uppmärksammat i sin första film, Utanför din dörr.
Donell föreläser om neuropsykiatriska funktionsnedsättningar, motivation och presentationsteknik. Sedan 2015 sitter han i styrelsen för Riksförbundet Attention, sedan 2017 som vice ordförande där. På förbundsstämman 17 maj 2025 valdes han som ordförande för Riksförbundet Attention.

## Filmografi (urval)
- 1996 – Vänner och fiender (TV-serie)
- 1996 – Aldrig mer...
- 1998 – Lejonkungen II - Simbas skatt (röst som Nuka)
- 1998 – Alice i Underlandet (röst som Herr Timmerman "Snickaren")
- 1998 – Främlingen
- 1999 – Nya lögner
- 2001 – Nya tider (TV-serie)
- 2002 – Utanför din dörr
- 2003 – Sonic X (TV-serie) (röst som Sonic)
- 2003 – Djungel-George 2 (röst som George)
- 2005 – Den utvalde
- 2016 – Maria Wern - De döda tiger

### Fotnoter
1. ↑  ”Eric Donell”. Svensk Filmdatabas. http://www.sfi.se/sv/svensk-filmdatabas/Item/?type=PERSON&itemid=227090&ref=%2ftemplates%2fSwedishFilmSearchResult.aspx%3fid%3d1225%26epslanguage%3dsv%26searchword%3dEric+Donell%26type%3dPerson%26match%3dBegin%26page%3d1%26prom%3dFalse. Läst 22 februari 2013.
2. ↑  ”Cinestar Filmpreis”. Schlingel. Arkiverad från originalet den 31 december 2013. https://web.archive.org/web/20131231000151/http://archiv.ff-schlingel.de/filmarchiv-details/2003/0-ALL-1/2/aussenseiter.html. Läst 30 december 2013.
3. ↑  ”Självhjälp på vägen”. Riksförbundet Attention i samarbete med Landstinget i Uppsala län. Arkiverad från originalet den 6 januari 2014. https://web.archive.org/web/20140106041527/http://sjalvhjalppavagen.se/template01.asp?level=2&sorting=5&sitekey=%7B0AA56B5B-7B76-42B0-A706-9060AAF76BBA%7D&pagekey=%7BB04DF8B6-768A-49F3-9601-360741C5A21E%7D. Läst 30 december 2013.
4. ↑  ”Utanför din dörr”. Desperado. Arkiverad från originalet den 31 december 2013. https://web.archive.org/web/20131231000232/http://webshop.desperado.se/bestalla-langfilmen-utanfor-din-dorr. Läst 30 december 2013.
5. ↑  ”Eric Donell föreläsningar”. http://www.ericdonell.se. Läst 30 december 2013.
6. ↑  ”Styrelse- Riksförbundet Attention”. http://attention.se/om-oss/styrelsen/. Läst 7 maj 2019.